# Schilleriella
Schilleriella (лат.) — род паразитических наездников семейства Encyrtidae подотряда Стебельчатобрюхие отряда Перепончатокрылые насекомые. Австралия и Китай. Назван в честь немецкого поэта и философа Фридриха Шиллера. Кроме того, с тем же названием существует род жёлто-зелёных водорослей Schilleriella Pascher, 1932 (Xanthophyta, Xanthophyceae, Mischococcales, Pleurochloridaceae).
Род наездников включает два вида:
- Schilleriella pulchra (Girault, 1932) — Австралия[2]
- Schilleriella brevipterus Xu, 2005 — Китай, Liaoning[3]